# Genet Limmu
Genet Limmu – miasto w Etiopii, w regionie Oromia. Według danych szacunkowych na rok 2015 liczy 34 300 mieszkańców.